# Presa Limón
La presa Limón, que forma parte del Proyecto Especial Olmos, en la Departamento de Lambayeque, en el norte del Perú, la hidroelectricidad es uno de usos múltiples y la presa. Cuando esté terminada, la represa producirá 4.000 GWh de electricidad y la transferencia de agua desde el río Huancabamba en la región al oeste de Cajamarca a Lambayeque, hacia la Pampa de Olmos, permitiendo el riego de 150.000 hectáreas de tierras de cultivo.

## Características del proyecto
La transferencia de agua realizada por la represa de Limón en el río Huancabamba que desviar hasta 2.000.000.000 m³ de agua al año a través de un túnel trasandino de unos 20 km al Valle de Olmos. La presa Limón es del tipo de terraplén, tendrá 43 metros de alto, 320 metros de largo, cuando está llena, tendrá la capacidad de 44.000.000 m³. El sistema de trasvase desde la cuenca del río Amazonas, a la vertiente del Océano Pacífico, en la costa norte, desértica, del Perú, alimentará dos centrales hidroeléctricas. La principal característica de este proyecto está constituida por el túnel transandino. El agua desviada por la presa se transfiere a través del túnel al río Olmos, donde se utilizará para regar 5.500 hectáreas (14.000 acres) de tierra. Desde allí, el agua continúa por el río Olmos, donde en dos puntos se utilizará en centrales hidroeléctricas. En la base del valle, el agua se depositará en el embalse Palo Verde, que tendrá una capacidad de almacenamiento de 790 millones de metros cúbicos (28 × 109 pies cúbicos). La presa Palo Verde servirá como presa derivadora y trasladará el agua del embalse a las 38.000 hectáreas restantes (94.000 acres) de tierras de cultivo.

## Historia y construcción
La idea de desviar el río Huancabamba hacia las tierras fértiles pero áridas de Olmos se concibió por primera vez en 1924. El componente hidroeléctrico se agregó en las décadas de 1940 y 1950. Italconsult realizó estudios preliminares de factibilidad en la década de 1960 y entre 1979 y 1982 los ingenieros soviéticos de Hydroproject prepararon y aprobaron un nuevo diseño. La excavación del túnel se había estado realizando desde la década de 1950 y hasta la década de 1970, pero el trabajo se detuvo en la década de 1980 debido a la falta de financiación. La construcción comenzó en 2006 con la perforación del túnel por la empresa Odebrecht de Brasil. El túnel se completó el 20 de diciembre de 2011 con una ceremnia en la que asistió del presidente de aquel entonces, Ollanta Humala. 
El contrato del componente hidroeléctrico, que está previsto que conste de dos centrales eléctricas, fue adjudicado a Sindicato Energético SA en junio de 2010. Además en ese mes, H2Olmos SA se adjudicó el contrato del sistema de riego y se espera que esté operativo en 2013. El proyecto costará $ 190 millones en total y debe empezar a transferir el agua en 2011.
El proyecto se presentó, el 18 de mayo de 2009 en el evento Build it Bigger y el episodio del 19 de marzo de 2014 de Strip the City . También apareció en un episodio de Mega Construction .